# I Don't Know How But They Found Me
I Don't Know How But They Found Me is een Amerikaans rockduo uit Salt Lake City.

## Geschiedenis
Het duo bestaat uit zanger-bassist Dallon Weekes en drummer Ryan Seaman, die al lange tijd bevriend waren en reeds hadden samengewerkt voordat zij in 2016 besloten als duo te gaan optreden. In 2020 verscheen hun eerste studioalbum Razzmatazz.

## Discografie

### Albums
- Razzmatazz (2020)
- Gloom Division (2024)

### Ep's
- 1981 Extended Play (2018)
- Christmas Drag (2019)
- Razzmatazz B-Sides (2021)

### Singles
- Modern Day Cain (2017)
- Choke (2017)
- Do It All the Time (2018)
- Bleed Magic (2018)
- Leave Me Alone (2020)
- Razzmatazz (2020)
- New Invention (2020)
- Lights Go Down (2020)
- Debra (2021) - cover van Beck Hansen
- Mx. Sinister (2021)
- Boys Don't Cry (2021) - cover van "Boys Don't Cry" van The Cure